# خر دجال (فیلم)
خر دجال فیلمی محصول سال ۱۳۵۱ به کارگردانی و نویسندگی کمال دانش و تهیه‌کنندگی مشترک کمال دانش و محمدرضا فاضلی است.

## داستان
جدالی میان شیطان و انسان برقرار است و شیطان قصد دارد انسان را به انحراف بکشاند. فیلم با یک نمایش موزیکال فیلم شروع شده و از آغاز آفرینش انسان و نفاق بین آنها توسط شیطان نمایش می‌دهد تا جنگ‌های جهانی و بمب اتم و کشتار

## بازیگران
- محمدرضا فاضلی
- سهیلا
- لی‌لی
- حسن رضیانی
- عزت‌اله مقبلی
- حبیب‌اله بلور
- فرنگیس فروهر
- اسداله یکتا
- ابراهیم فخار
- داریوش اسدزاده
- فیروزه
- ماشین چیان
- عباس مهردادیان
- فرامرز محمودی
- رضا صفایی‌پور
- آنیتا
- پریسا
- آذر
- گل‌اندام
- حسین اشراق
- علی تبریزی
- رضا رخشانی
- علی هروی
- سیمین غفاری
- ثریا بهشتی
- شهین

## عوامل تولید
- کارگردان: کمال دانش
- نویسنده: کمال دانش
- تهیه‌کننده: کمال دانش، محمدرضا فاضلی
- صدابردار: فرامرز رسولی
- میکس: علی لطفعلی
- افکت: واروژ
- لابراتوار و چاپ: حسین نوری
- تیتراژ: هوشنگ شماعی
- عکاس: اصغر بیچاره، محمد بانکی
- فیلمبردار: غلامرضا مجاوری، کمال مطیعی منفرد
- تدوین: حسن مصیبی، موسی افشار، رضا مجاوری
- طراح لباس: حسین میرکیانی
- دکور: حسن پاک نژاد
- چهره پرداز: پرویز شکری، رضا رخک
- موسیقی: واروژ
- نوازنده: عطاء الله خرم
- شعر: نوذر پرنگ
- خواننده: راشین، رامش، ایرج